# کارشناسی طراحی
کارشناسی طراحی یا کارشناسی دیزاین (به انگلیسی: Bachelor of Design) معمولاً یک مدرک دانشگاهی در مقطع کارشناسی در رشته طراحی است که برای یک دوره یا رشته اعطا می‌شود که به‌طور کلی سه یا چهار سال طول می‌کشد. این معادل دوره کارشناسی ارشد طراحی، MDes است. مدرک لیسانس طراحی برای چندین دهه در کانادا و استرالیا محبوب بوده و با گسترش و طراحی تخصصی رشته‌های خاص، در ایالات متحده محبوبیت بیشتری پیدا می‌کند. انواع مختلفی از درجه لیسانس طراحی وجود دارد، از جمله لیسانس هنرهای طراحی و لیسانس مطالعات طراحی.

## مثال‌ها
نمونه‌هایی از B.Des. مدارک تحصیلی شامل:
- لیسانس طراحی: معماری.[۱] این یک مدرک کارشناسی با تمرکز بر معماری است که دانشجویان را برای تحصیلات پیشرفته در معماری آماده می‌کند. با این حال توسط شورای ملی هیئت‌های ثبت معماری (NCARB) به عنوان درجه معماری حرفه ای به عنوان درجه کارشناسی معماری یا کارشناسی ارشد معماری شناخته نشده‌است.[۲]
- لیسانس طراحی: طراحی داخلی[۳]
- کارشناسی تبلیغات طراحی
- لیسانس طراحی: طراحی مد
- لیسانس طراحی: طراحی گرافیکی[۴]
- لیسانس طراحی: طراحی بازی
- لیسانس طراحی: طراحی چندرسانه ای
- لیسانس طراحی: رسانه سمعی و بصری
- لیسانس طراحی: طراحی پارچه
- لیسانس طراحی: جواهرات و فلزکاری
- لیسانس طراحی: طراحی صنعتی.[۵] در ایالات متحده، انجمن ملی دانشکده‌های هنر و طراحی (NASAD) که اکثر برنامه‌های طراحی صنعتی را معتبر می‌داند، بین لیسانس طراحی تفاوت نمی‌گذارد: طراحی صنعتی و درجه قدیمی تر لیسانس طراحی صنعتی (BID) که از آن زمان اعطا شده‌است دهه 1970[۶] صدور گواهینامه از برنامه‌های درجه طراحی صنعتی توسط انجمن طراحان صنعتی آمریکا (IDSA) پیشنهاد شده‌است اما در حال حاضر وجود ندارد.[۷]
- لیسانس طراحی: طراحی ارتباطات بصری[۸]
- لیسانس طراحی: طراحی محصول[۹]
- لیسانس طراحی: طراحی و هنرهای دیجیتال[۱۰]
- لیسانس طراحی: معماری داخلی[۱۱][۱۲]